# Геппенер
Геппенер — дворянский род.
Определением Правительствующего Сената от 21 марта 1873 года статский советник Иван Иванович Геппенер, с сыном Оскаром-Иоанном-Карлом и дочерью Анной-Леонтиной-Елизаветой, признан в потомственном дворянском достоинстве, с правом на внесение в третью часть дворянской родословной книги, по пожалованному ему 12 декабря 1869 года ордену св. Владимира 3 степени.

## Описание герба
В лазоревом щите стоит дикий человек с чёрной бородой, с золотым дубовым венком на голове и такой же золотой дубовой повязкой на бёдрах, в правой руке держит золотой шест, увитый хмелем.
Над щитом дворянский шлем с короной. Нашлемник: встающий дикий человек с чёрной бородой, с золотым дубовым венком на голове и золотой дубовой повязкой на бёдрах, держащий в правой руке золотой шест, увитый хмелем. Намёт: лазоревый с золотом (Герб. XIII, 143).